# Фельфе, Хайнц
Хайнц Фельфе (нем. Heinz Felfe; 18 марта 1918, Дрезден — 8 мая 2008, Берлин) — сотрудник британских и германских разведывательных служб, после перевербовки советской разведкой и разоблачения, сотрудник органов государственной безопасности СССР; кавалер орденов Красной Звезды и Красного Знамени.
Бывший оберштурмфюрер СС. После Второй мировой войны работал в федеральной разведывательной службе ФРГ БНД до 1961 года, пока не был раскрыт как советский шпион.

## Биография
Фельфе сначала работал механиком. В 1931 году вступил в гитлерюгенд, а в 1936 году — в СС. Началом его карьеры в 1939 году была работа телохранителем высоких чинов Национал-социалистической немецкой рабочей партии. В 1943 году он стал сотрудником СД и уже в августе 1943 года стал начальником управления в Швейцарии. В 1944 году он стал оберштурмфюрером СС и был отправлен в Нидерланды, где должен был организовывать заброску диверсионных групп в тыл союзников.
В мае 1945 года Фельфе сдался британским войскам и до 1946 года был в плену. Затем он недолгое время работал служащим на британскую секретную службу МИ-6 в Мюнстере (сообщил о коммунистической деятельности Кёльнского университета), однако вскоре сотрудничество было прекращено: его подозревали в том, что он двойной агент. После работы в МИ-6 Хайнц поступил в Боннский университет и продолжил обучение на факультете государства и права.
Некоторое время Фельфе работал журналистом, объездил всю страну, чем и привлёк внимание разведки Советского Союза. В 1951 году с ним провёл беседу советский агент и бывший коллега Ганс Клеменс. Фельфе стал агентом Комитета информации при МИД СССР под псевдонимом «Пауль». Его курировал советский разведчик Виталий Коротков. Мотив сотрудничества Фельфе с советской разведкой, по свидетельству В. В. Короткова, состоял в том, что он не мог простить американцам бессмысленные бомбардировки его родного Дрездена и пришёл к выводу, что США и Великобритания нагнетают напряжённость в отношениях с Советским Союзом, а в эти распри втягивают немецкий народ.
В ноябре 1951 года Фельфе был завербован Вильгельмом Кирхбаумом в организацию Гелена, предшественницу Федеральной разведывательной службы (получил кодовое имя «Friesen»).
По данным ЦРУ, он передал советской разведке более 15 тысяч документов и выдал 100 агентов ЦРУ. Через Фельфе проходили предназначенные для канцлера доклады БНД по перевооружению, внешней политике и вопросам НАТО. В 1955 году во время визита канцлера Конрада Аденауэра советская сторона получила от Фельфе цель визита и тактику переговоров дипломатов Германии. Единственным условием разведчика к советской стороне было то, что ни один агент, о котором КГБ узнает с помощью Фельфе, не должен быть арестован. Благодаря Хайнцу Фельфе советская разведка не имела ни единого провала в ФРГ. Рейнхарда Гелена эти провалы контрразведки привели к мысли, что утечка исходит из его службы. Позже он в своей книге писал:
Под моим личным руководством небольшая группа надёжных и избранных сотрудников продолжила перепроверку, пока через несколько месяцев кропотливой работы, похожей на складывание мозаики, подозрительные моменты не превратились в общую картину.
6 ноября 1961 года Хайнца Фельфе арестовали в кабинете Гелена. Сотрудничества от него спецслужбам добиться не удалось. В 1963 году его приговорили к 14 годам заключения. Всё время следствия советские спецслужбы вели переговоры о его освобождении. В результате власти согласились в 1969 году обменять его на 21 политзаключённого ГДР, которых коммунистический режим выдавал за агентов ФРГ и США.
После этого он работал некоторое время в КГБ в Москве и в 1978 году стал профессором криминалистики в Университете Гумбольдта в Берлине. В 1986 году он опубликовал мемуары под названием Im Dienst des Gegners.
Фельфе за выдающийся вклад в укрепление безопасности Советского Союза, за многолетнее плодотворное сотрудничество с советской разведкой указами Президиума Верховного Совета СССР был награждён орденами Красного Знамени и Красной Звезды. Руководство КГБ вручило разведчику нагрудный знак «Почётный сотрудник госбезопасности». В марте 2008 года с 90-летним юбилеем Фельфе поздравила Федеральная служба безопасности России.